# OVE (Band)
OVE ist eine deutsche Indie-Pop-Band aus Hamburg, die zunächst unter dem Namen Game Ove & die Spielfiguren gegründet wurde. Benannt ist die Band nach ihrem Sänger und Gitarristen Ove Thomsen.

## Geschichte

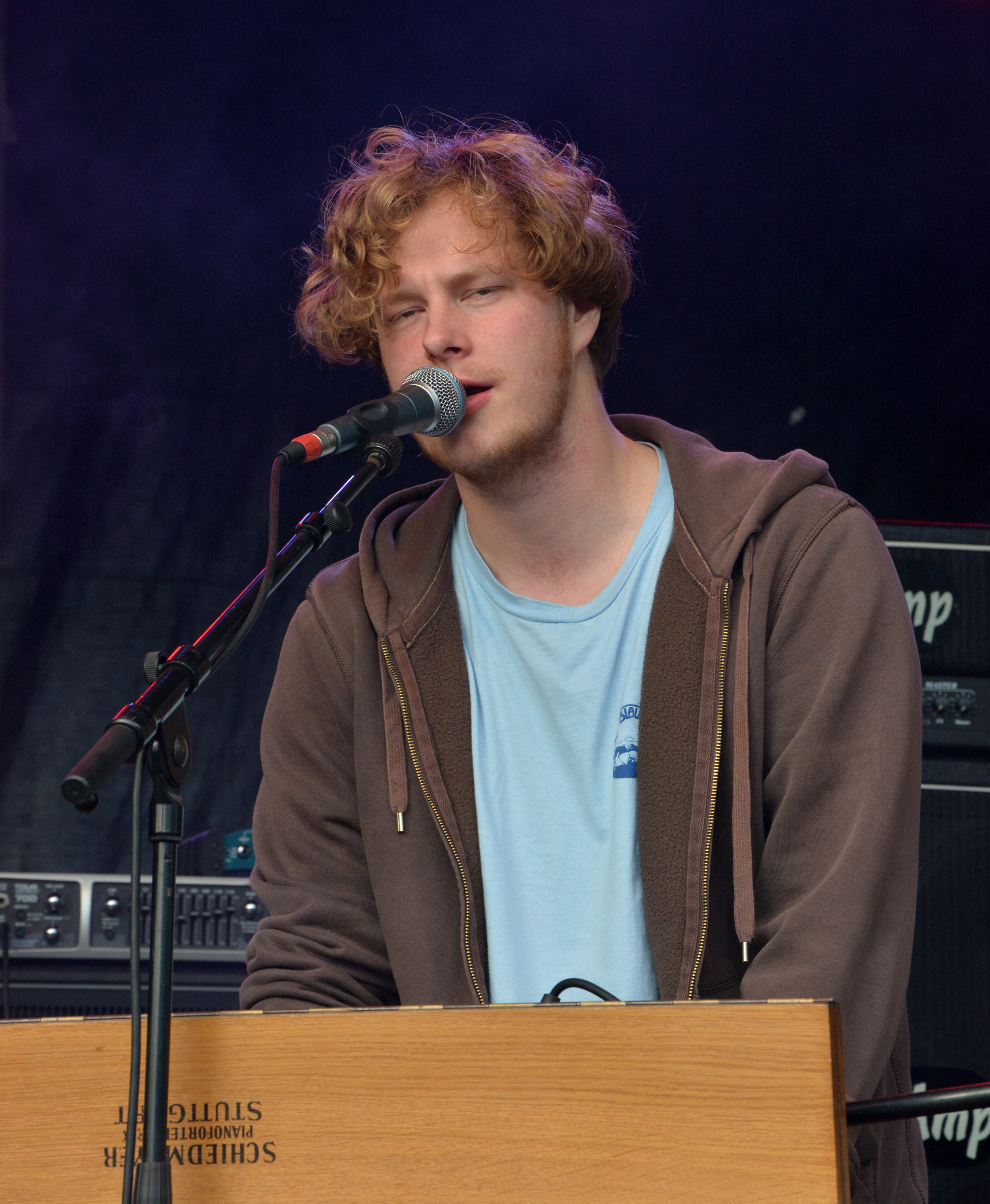
Ove Thomsen 2013

Die Bandmitglieder stammen ursprünglich aus Nordfriesland. Thomsen zog 2008 nach Hamburg, wo er zunächst solo auftrat. Er gründete die Band Game Ove & die Spielfiguren, mit der er 2013 das erste Album Ove, wenn & aber veröffentlichte. Torpus und Thomsen spielten bereits in der Band Torpus & the Art Directors zusammen. 
2016 nannte sich die Band in OVE um. Das Album Ich will mir nicht so sicher sein, welches im WattnSound-Studio im nordfriesischen Niebüll aufgenommen wurde, erschien im gleichen Jahr beim Label Tapete Records. Im Februar 2019 erschien das Album Abruzzo, ebenfalls bei Tapete Records.
Am 27. Februar 2020 spielten OVE im Hamburger Knust ein letztes Konzert, bevor sie in eine längere Bandpause gehen.

## Diskografie
Alben
- 2013: Ove, wenn & aber (Watt'n'Sound)
- 2016: Ich will mir nicht so sicher sein (Tapete Records)
- 2019: Abruzzo (Tapete Records)

Singles
- 2013: Stell' die Weichen
- 2016: Wo du schläfst
- 2016: Wenn es keine Brücke gibt
- 2019: Captain Fantastic 2.02
- 2019: Fahrrad in der Nacht
- 2019: Annegret & Anders Andersen
- 2019: Zum Download bereit

Kompilationsbeiträge
- 2019: Lisa auf Unter meinem Bett 3